# Tomáš Staněk (atlet)
 Tomáš Staněk (* 13. června 1991 Praha) je český atlet, vrhač. V současnosti je držitelem českého rekordu ve vrhu koulí (22,01 m venku a 22,17 m v hale) a zároveň je jediným českým koulařem, který překonal hranici 22 metrů. Patří mu také desátá příčka historických světových halových tabulek.

## Sportovní kariéra
V roce 2017 získal na halovém ME v Bělehradě stříbrnou medaili ve vrhu koulí. Dne 11. června 2017 v Třinci překonal rekord mistrovství ČR v atletice výkonem 21,61 metru.
V březnu 2018 obsadil v soutěži koulařů na halovém světovém šampionátu v Birminghamu třetí místo výkonem 21,44 m. Stejné umístění vybojoval i na evropském halovém šampionátu v Glasgow o rok později.
V březnu 2021 dosáhl na svoji první velkou zlatou medaili, když na halovém ME v polské Toruni zaznamenal své sezónní maximum 21,62 metru.
Na ME v Mnichově 2022 s výkonem 21,26 metru získal bronzovou medaili, svůj první cenný kov pod širým nebem. O rok později na halovém ME v Istanbulu slavil sezónní maximum 21,90 m a zisk stříbrné medaile.
Na mistrovství Evropy 2024 v Římě obsadil 5. místo výkonem 20,88 m. Od bronzového medailisty Michała Haratyka byl vzdálen 6 cm.
Na Letní olympiádě 2024 v Paříži postoupil z kvalifikace výkonem 21,61 m, který byl jeho sezonním maximem. Ve finále obsadil celkové 10. místo s hodem dlouhým 20,37 m.

## Osobní rekordy
- vrh koulí – 22,01 m (2017) (dráha), NR
- vrh koulí – 22,17 m (2018) (hala), NR